# تامپلا
تامپلا (به انگلیسی: Tampella) یک شرکت صنایع سنگین فنلاندی است که سازنده ماشین‌های تولید کاغذ، لوکوموتیو و تجهیزات نظامی است. این شرکت در شهر تامپره، کشور فنلاند به فعالیت مشغول است. از محصولات معروف آن می‌توان به خمپاره‌انداز ۸۱ میلی‌متری اچ‌م۱۵ اشاره کرد.

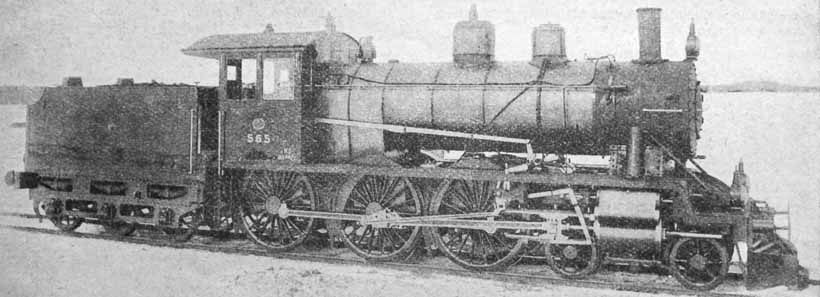
یک لوکوموتیو ساخت تامپلا